# Кровная вражда: Ведьмак. Истории
«Кровная вражда: Ведьмак. Истории» (пол. Wojna Krwi: Wiedźmińskie Opowieści) — компьютерная ролевая игра, разработанная польской студией CD Projekt RED. Действие игры разворачивается в фэнтезийном мире «Ведьмака», созданного на основе книг польского писателя Анджея Сапковского. Релиз для Microsoft Windows состоялся 23 октября 2018 года, тогда как версии для PlayStation 4 и Xbox One вышли 4 декабря 2018 года, для Nintendo Switch — 28 января 2020 года, для iOS — 9 июля 2020 года и для Android — 17 июня 2021 года.

## Игровой процесс
«Кровная вражда» изначально представляла собой однопользовательский режим для коллекционной карточной игры «Гвинт: Ведьмак. Карточная игра», которая, в свою очередь, была развитием карточной мини-игры из игры «Ведьмак 3: Дикая Охота» — все эти игры были разработаны и выпущены CD Projekt RED. Игра содержит обширные локации, которые можно обследовать, секреты, побочные задания и спрятанные сокровища.
С точки зрения геймплея «Кровная вражда» представляет собой традиционную изометрическую компьютерную ролевую игру с исследованием локаций, диалогами и сюжетными выборами; её отличием являются сражения, построенными на механике гвинта — с использованием коллекционных карт.
Действие игры происходит на фоне Второй войны с Нильфгаардом, то есть до начала игры «Ведьмак» и во времена действия книг Сапковского (например, определённый момент игры описывает финал романа «Крещение Огнём» со стороны Мэвы); игрок управляет Мэвой, королевой Ривии и Лирии, на чьи земли нападает армия Нильфгаарда. На игрока возлагается задача отбить вторжение и привести Мэву и её народ к победе. В течение игры игрок должен посетить пять вымышленных королевств — Лирию, Ривию, Махакам, Ангрен и Аэдирн. Игра включает в себя несколько раздельных игровых режимов: режим путешествия, походный лагерь и карточные сражения.

## Сюжет
Весна 1267 года. Перед угрозой нового нападения Нильфгаардской империи пятеро монархов Северных королевств проводят тайный Совет в Хагге, на котором они подписывают декларации о взаимопомощи и заключают друг с другом союзы. Среди них присутствует Мэва, королева государств-близнецов Лирии и Ривии. После окончания съезда Мэва в сопровождении командира армии графа Рейнарда Одо и небольшой свиты солдат отправляется в обратный путь в столицу своего государства.

### Глава 1. Горькое возвращение
По прибытии в родные края Мэву встречает один из её советников — граф Колдуэлл, который во время отсутствия королевы должен был помогать её старшему сыну, юному принцу Виллему, в управлении государством. Граф приносит неутешительные вести: пока Мэва была в отъезде в округе посеяла смуту шайка бандитов, Кобели из Спаллы, которые совсем недавно ограбили сборщиков податей и похитили деньги, предназначавшиеся для государственной казны. Королева, недовольная своим сыном, решает взять дело в свои руки и расправиться с разбойниками. Вместе с Рейнардом, Колдуэллом и его солдатами она отправляется в деревню Орлиный Ручей, где в последний раз видели бандитов. Тамошние крестьяне рассказывают, что шайку возглавляет некто, известный как Кобелиный Князь, который направился на юг, в имение местного помещика, лорда Клейтона. Добравшись до владений лорда, Мэва понимает, что опоздала: имение разорено, а сам Клейтон погиб от рук бандитов. Там же она встречает и их лидера — Гаскона по прозвищу Кобелиный Князь, с которым незамедлительно вступает в бой. После победы Мэва берёт Гаскона в плен и обещает повесить его, как только доберётся до лирийской столицы. Тут один из посыльных приносит весть о том, что войска Нильфгаарда пересекли реку Яругу и идут на город Дравоград, куда должен направиться и принц Виллем с подкреплением. Но поскольку принц не поспеет туда вовремя, Мэва решает немедленно выдвигаться на помощь. Добравшись до города, королева видит, что тот уже осаждён, и атакует лагерь врага с тыла. После долгого сражения ей удаётся одержать победу и отстоять Дравоград. Затем Мэва посылает графа Колдуэлла вперёд навстречу Виллему, а сама с Рейнардом и своим войском отправляется следом, разбивая по пути остатки нильфгаардцев.
Вскоре королева наконец достигает стен родного города, где её встречают воодушевлённые жители, а также сын и наследник принц Виллем. В тот же день состоится заседание Совета Лордов, на котором Виллем вместе с Колдуэллом предлагают присягнуть на верность Нильфгаарду, многократно превосходящему их собственные силы. Мэва наотрез отказывается, но к своему ошеломлению узнаёт, что мирный договор уже подписан. Виллема провозглашают новым королём, а Мэва отправляется в темницу замка, где позднее её навещает граф Колдуэлл. Королева понимает, что он намеренно отвлекал её внимание с помощью Кобелей из Спаллы, чтобы выиграть время на переговоры с захватчиками. Граф признаётся, что манипулировал принцем, желавшим доказать, что он опора государства, и сообщает, что жить королеве осталось совсем недолго. На рассвете следующего дня отчаявшуюся было Мэву вызволяет из заключения не кто иной, как Кобелиный Князь. Гаскон, недовольный тем, что Колдуэлл использовал его, решает насолить дворянину и выпустить опальную королеву. После этого они освобождают и генерала Рейнарда, который остался верен своей королеве. Преданная своим сыном и двором Мэва намерена набрать силы, чтобы вернуть законный трон и выгнать нильфгаардцев из своих владений. Она решает попросить помощи у короля Аэдирна Демавенда и вместе с Рейнардом, Гасконом, отрядом солдат и бандитов бежит из столицы государства.

### Глава 2. Пепелища Аэдирна
На границе Аэдирна отряд Мэвы натыкается на группу скоя’таэлей — эльфийских партизан на службе у Нильфгаарда, которые собираются повесить несколько пленных. Мэва решает помешать казни и дать бой. Расправившись с эльфами, она освобождает пленников, в одном из которых Рейнард признаёт Чёрную Райлу — командира особого отряда короля Демавенда по борьбе со скоя’таэлями. Мэва сообщает девушке, что направляется к её сюзерену за помощью, и Райла, в благодарность за спасение жизни, вызывается проводить её до крепости Росберг, где остановился Демавенд. Вместе они отправляются в путь по землям Аэдирна, разорённым войной с нильфгаардцами и мятежными эльфами. Добравшись до места назначения, к ужасу Райлы и всех остальных оказывается, что Росберг пал под натиском войск империи. Среди завалов находится лишь один выживший — сильно пострадавший от ожогов лейтенант-инженер Хавьер Лемменс, который желает присоединиться к армии Мэвы. По его словам эльфы и краснолюды взорвали стену крепости изнутри, чем помогли врагам. Хавьер также сообщает, что король Демавенд за пару дней до нападения вернулся в город Альдерсберг, и Мэва отдаёт приказ выступать за ним следом.
Дорога в город пролегает через древний лес — Синявую Пущу, где укрылись скоя’таэли под предводительством Эльдайна, разбившие отряд Райлы и сдавшие Росберг имперцам. Пробираясь сквозь лесную чащу и засады скоя’таэлей королева сходится лицом к лицу с лидером эльфов Эльдайном и даёт ему отпор. На подходе к Альдерсбергу Мэву встречает поток беженцев; нильфгаардцы атаковали город, и Демавенд отдал приказ эвакуировать жителей, а сам остался держать оборону во внутренней крепости. Пробившись к королю, Мэва узнаёт, что Демавенд не может отступать, потому что у него вот-вот родится сын. Мэва помогает сдержать осаду, и как только ребёнок появляется на свет, все они выбираются из города через потайной туннель. Король Аэдирна сообщает, что собирается укрыться в Редании, и предлагает Мэве поискать союзников среди краснолюдов в Махакаме. Он даёт ей особое кольцо, гарантирующее беспрепятственное перемещение по землям краснолюдов, а также отправляет с ней Райлу в качестве горной проводницы.

### Глава 3. Встреча на высшем уровне
На перевале, ведущем в Махакам, армию Мэвы встречает краснолюдский проводник Габор из клана Зигринов. Он представляет королевскую свиту старосте Бруверу Гоогу, правящему страной более двухсот лет. Нехотя выслушав просьбу Мэвы о помощи, краснолюд заявляет, что Махакам веками сохранял нейтралитет и не собирается его нарушать. Тем не менее Габор уверяет королеву, что ещё не всё потеряно: старосту можно переубедить, добившись уважения со стороны местных кланов. Он предлагает ей решить проблему с монстрами, лезущими из горных глубин на поверхность, которые из года в год досаждают жителям. Для этого Мэве приходится завалить два туннеля: один в опустевшем городе Грань Бороса, а другой — в заброшенном карьере Глубины Давора. Между делом Рейнарду становится известно, что в ряды их армии затесался нильфгаардский шпион, и командир советует своей королеве быть начеку. Оказав кланам посильную помощь, Мэва отправляется на встречу с Брувером Гоогом под горой Карбон. По пути туда Гаскон решает поделиться с королевой своими наблюдениями: оба места, зачищенные ими от монстров, были завалены костями, на которых имелись отметины от оружия. Он приходит к выводу, что они принадлежат представителям исчезнувшего клана Фуксов, которых истребили вовсе не чудовища, пришедшие позднее, а другие краснолюды. Габор признаётся, что это сделали его родичи, а он пытался замести следы их преступления с помощью Мэвы. Он просит королеву не рассказывать об этом старосте, иначе погибнет ещё один клан.
При встрече Брувер Гоог приходит в ярость от того, что Мэва уничтожила рассадники чудовищ, поскольку он ещё не закончил там расследование. Тем не менее он согласен дать королеве официальную аудиенцию по принуждению кланов, которым она помогла. Переходя мост, ведущий к столице, Мэва и краснолюды оказываются атакованными отрядом скоя’таэлей, мстящих за смерть Эльдайна в Синявой Пуще, которые взрывают один из пролётов. Объединив силы, лирийцы и краснолюды дают им отпор. После этого Брувер Гоог, разозлённый стычкой со скоя’таэлями, решает неофициально передать в распоряжение Мэвы несколько своих отрядов под видом добровольцев. Неожиданно на совет прибывает делегация из Лирии и Ривии во главе с Виллемом. Новоиспечённый король рассказывает матери о плачевном положении других Северных королевств и умоляет её отказаться от борьбы, но Мэва остаётся непреклонна. Она также понимает, что кто-то доложил сыну о её перемещениях, чтобы тот заранее отправился на встречу с ней. После ухода Виллема Рейнард предлагает Мэве с их усилившимся войском ударить в тыл врага — провинцию Ангрен, чтобы одержать символическую победу и показать королевствам Севера, что ещё не всё потеряно. Помимо всего прочего выясняется, что этот край недавно был передан в руки никому иному, как графу Колдуэллу.

### Глава 4. В тылу врага
Армия королевы достигает единственной в округе переправы через реку Яругу в Ангрен — крепости Красная Биндюга. Когда граф Рейнард собирается отдать приказ к атаке, вперёд вызывается Гаскон, который каким-то образом добивается того, чтобы нильфгаардцы открыли ворота. Благодаря фактору внезапности королевским войскам удаётся перебить вражеский гарнизон. Однако после победы в отряде намечается разлад. Рейнард докладывает, что Гаскон состоит в сговоре с имперцами, и именно поэтому те впустили его в крепость. Кобелиный Князь подтверждает, что он действительно вёл переговоры с нильфгаардцами с Аэдирна, но за время путешествий с армией Мэвы изменил свои взгляды и теперь полностью на её стороне. В свою очередь разбойник не преминул сообщить, что и генералу Одо есть, что скрывать: именно он вёл переписку с принцем Виллемом и устроил встречу с ним в Махакаме в надежде, что мать и сын придут к мирному соглашению. Урегулировав разногласия, Мэва отправляется в поход по неприглядному краю. Сквозь непроходимые ангренские болота дорога приводит лирийцев к замку Тузлы, где находится граф Колдуэлл. Пока войска штурмуют крепость, Мэва сходится один на один с предателем и убивает его, выбросив из окна. Однако перед гибелью Колдуэлл сообщает, что позвал на подмогу три нильфгаардских полка, а также сжёг единственный мост, ведущий в замок. Один из спасённых крестьян говорит Мэве, что существует тайная тропа, которая ведёт из крепости на северные болота.
Королевские войска оказываются в зловещих топях Ийсгита, где властвует Гернихора по прозвищу Кровавая Госпожа, которая питается кровью обитающих повсеместно пиявок. В одном из покинутых посёлоков Мэва встречает ведьмака Иво из Бельхавена, который принял заказ на Гернихору от нильфгаардцев. Она помогает ему отбиться от монстров, а тот в благодарность даёт подсказку о том, как можно победить Кровавую Госпожу. После этого дойдя до логова легендарного чудовища, Мэва по совету ведьмака расправляется с Гернихорой раз и навсегда. При продвижении дальше на север войску преграждает путь непроходимый участок болота, и тогда королева поручает инженеру Хавьеру построить мост. Внезапно, оставшись наедине с королевой, Хавьер пытается задушить Мэву, но её спасают Рейнард и Гаскон, которые обезвреживают предателя. Из писем Хавьера выясняется, что это он был нильфгаарским шпионом и взорвал стены Росберга, а не эльфы. Продолжив поход, армия королевы выходит к берегу Яруги, где должен находиться баркас, но тот оказывается украден. Мэва вынуждена дать бой догнавшему её имперскому отряду. После тяжёлого сражения королева вдоль берега возвращается к Красной Биндюге. Там её поджидает основная армия врага, и Мэва, оказавшись в ловушке, решает, что лучше умереть в бою, а не в плену, и командует идти в атаку. Во время сражения ей на подмогу внезапно приходят Геральт из Ривии, Лютик и Кагыр. Лирийцы выигрывают битву благодаря помощи ведьмака и его друзей. Мэва посвящает Геральта в рыцари, но к её разочарованию вскоре отряд ведьмака дезертирует из её армии. Также до Мэвы доходят вести, что ей удалось вдохновить Северные королевства на борьбу с Нильфгаардом. Силы врага рассредоточились, и теперь ничто не мешает ей вернуться в Ривию и отвоевать законный трон.

### Глава 5. Возвращение королевы
Перейдя ривийскую границу, Мэва встречает гонца с посланием от Виллема, предлагающего заключить мирное соглашение. Королева назначает переговоры с сыном в руинах Чёртовой башни. Королевская армия продвигается по землям Ривии, освобождая от нильфгаардских захватчиков местные крепости и городки. В развалинах старой башни Мэва снова сходится лицом к лицу с Виллемом. Разочарованный политикой империи, принц предлагает матери подписать мир и объединить силы, при условии, что она оставит его наследником и не станет отменять принятые им реформы для улучшения жизни граждан. Сделав выбор, решающий судьбу Виллема, королева продолжает свой путь, лежащий к столице государства, где засел её главный противник — генерал Ардаль аэп Даги.
Ривийский замок практически неприступен, так как находится на отдельном острове, поэтому королева решает взять его в продолжительную блокаду. Герцог аэп Даги выходит на связь и сообщает, что вызвал на помощь всю группу армий «Восток», которые прибудут на место назначения уже на следующий день. Мэва проводит в своём лагере военный совет, на котором выслушивает предложения от своих спутников. Рейнард предлагает идти на штурм, предварительно с небольшой группой проникнув в замок на лодках и открыв ворота для основной армии. Граф Одо вызывается возглавить самоубийственную вылазку, но помимо него Мэва может доверить задачу Гаскону и его разбойникам. Лирийцам удаётся проникнуть в крепость ценой жизни одного из ближайших советников Мэвы или же её сына, который откроет ворота, если до этого королева отвергла его предложение о мире. Ардаль аэп Даги укрывается в отдельном укреплении и не собирается легко сдаваться. Однако после продолжительной битвы нильфгаардцы гибнут под натиском войск Мэвы, и генерал бежит из замка.

### Эпилог. Закат золотого солнца
Королева Мэва с триумфом возвращает себе власть над Лирией и Ривией. Тем не менее война всё ещё не закончена — король Демавенд просит помочь в сражении с врагами в Аэдирне. По прибытии в соседнее государство Мэва узнаёт, что Демавенд планирует осаду Альдерсберга, где укрывается герцог аэп Даги с остатками своей армии. Король Аэдирна поручает Мэве перехватить направляющийся в город небольшой отряд нильфгаардцев. Оказывается, что этот отряд сопровождает посланника с письмом для генерала аэп Даги от самого императора, в котором содержится приказ о самоубийстве. Мэва отпускает гонца с миром, и на следующий день нильфгаардские войска, оставшись без предводителя, сдают замок без боя. Северные королевства одерживают победу во Второй войне с Нильфгаардом, а Мэва будет править своей страной железной хваткой ещё много лет.

## Выпуск
30 августа 2018 года студия CD Projekt RED объявила о создании новой ролевой игры во вселенной «Ведьмака», получившей название «Кровная вражда: Ведьмак. Истории», которая задумывалась как сюжетная кампания для игры «Гвинт: Ведьмак. Карточная игра», однако переросла в самостоятельный продукт. Выход игры на платформе Microsoft Windows состоялся 23 октября 2018 года, тогда как версии для PlayStation 4 и Xbox One были выпущены 4 декабря 2018 года. Релиз игры на Nintendo Switch увидел свет 28 января 2020 года. Также 9 июля 2020 года разработчики выпустили игру на платформе iOS. Версия для Android была выпущена 17 июня 2021 года.

## Саундтрек
Официальный саундтрек к игре, состоящий из 28 композиций, стал доступен 6 декабря 2018 года. Авторами музыкального сопровождения выступили композиторы Марцин Пшибылович, Миколай Строинский и Пётр Адамчик.
| №                   | Название                | Автор(ы)            | Длительность |
| ------------------- | ----------------------- | ------------------- | ------------ |
| 1.                  | «Thronebreaker»         | Марцин Пшибылович   | 2:36         |
| 2.                  | «Calm Before the Storm» | Миколай Строинский  | 3:08         |
| 3.                  | «Moment of Respite»     | Миколай Строинский  | 2:46         |
| 4.                  | «Drive Them Back»       | Марцин Пшибылович   | 2:57         |
| 5.                  | «Lair of the Beast»     | Пётр Адамчик        | 2:32         |
| 6.                  | «No Place Like Home»    | Пётр Адамчик        | 1:42         |
| 7.                  | «Conclave of Lords»     | Пётр Адамчик        | 2:05         |
| 8.                  | «Fall from Grace»       | Миколай Строинский  | 1:02         |
| 9.                  | «Unlikely Ally»         | Пётр Адамчик        | 3:29         |
| 10.                 | «The Chase»             | Марцин Пшибылович   | 2:46         |
| 11.                 | «Amongst the Ashes»     | Миколай Строинский  | 3:07         |
| 12.                 | «Harmless»              | Пётр Адамчик        | 1:34         |
| 13.                 | «A Mother's Grief»      | Пётр Адамчик        | 3:37         |
| 14.                 | «Beyond the Peaks»      | Пётр Адамчик        | 1:10         |
| 15.                 | «Claws and Scales»      | Пётр Адамчик        | 2:47         |
| 16.                 | «Black Brook Vale»      | Пётр Адамчик        | 2:49         |
| 17.                 | «Trust No One»          | Пётр Адамчик        | 1:22         |
| 18.                 | «Lurking Terror»        | Пётр Адамчик        | 1:32         |
| 19.                 | «Forgotten Land»        | Миколай Строинский  | 3:02         |
| 20.                 | «The Toll of War»       | Миколай Строинский  | 2:33         |
| 21.                 | «Just Punishment»       | Пётр Адамчик        | 2:15         |
| 22.                 | «Fool Me Thrice»        | Марцин Пшибылович   | 3:05         |
| 23.                 | «Ysgith»                | Пётр Адамчик        | 2:27         |
| 24.                 | «The Bloody Mistress»   | Пётр Адамчик        | 3:02         |
| 25.                 | «Battle for the Bridge» | Марцин Пшибылович   | 2:59         |
| 26.                 | «Homecoming»            | Миколай Строинский  | 3:05         |
| 27.                 | «Duke of Dogs»          | Пётр Адамчик        | 2:52         |
| 28.                 | «Retribution»           | Пётр Адамчик        | 2:52         |
| Общая длительность: | Общая длительность:     | Общая длительность: | 1:11:13      |

## Отзывы критиков
| Сводный рейтинг       | Сводный рейтинг |
| Агрегатор             | Оценка          |
| --------------------- | --------------- |
| GameRankings          | 86,28 %         |
| Metacritic            | (PC) 85/100     |
| Иноязычные издания    |                 |
| Издание               | Оценка          |
| Game Informer         | 8,5/10          |
| GameSpot              | 9/10            |
| GamesRadar+           | [ 13 ]          |
| GameStar              | 83/100          |
| IGN                   | 9,4/10          |
| PC Gamer (US)         | 81/100          |
| The Games Machine     | 9,2/10          |
| WorthPlaying          | 9/10            |
| Slant Magazine        | [ 19 ]          |
| Русскоязычные издания |                 |
| Издание               | Оценка          |
| Gameplay              | [ 20 ]          |
| Riot Pixels           | 75 %            |
| StopGame.ru           | «Изумительно»   |
| «Игры Mail.ru»        | 7,5/10          |
| «Канобу»              | 8/10            |
| «Мир фантастики»      | 9/10            |

Игра «Кровная вражда» получила одобрительную реакцию со стороны критиков. На сайте-агрегаторе Metacritic средний балл игры составляет 85/100 на основе 51 обзора.

## Награды и номинации
| Год  | Награда                                | Категория                                  | Номинант(ы)                                          | Результат |
| ---- | -------------------------------------- | ------------------------------------------ | ---------------------------------------------------- | --------- |
| 2018 | Global Game Awards                     | Лучший сюжет                               | «Кровная вражда: Ведьмак. Истории»                   | Победа    |
| 2018 | IGN's Best of 2018                     | Лучшая игра на ПК (выбор читателей)        | «Кровная вражда: Ведьмак. Истории»                   | Победа    |
| 2018 | IGN's Best of 2018                     | Лучшая стратегия                           | «Кровная вражда: Ведьмак. Истории»                   | Номинация |
| 2018 | SA Gamer Awards                        | Лучший паззл                               | «Кровная вражда: Ведьмак. Истории»                   | Победа    |
| 2018 | Unity Awards                           | Лучшая настольная/консольная игра          | «Кровная вражда: Ведьмак. Истории»                   | Номинация |
| 2018 | PC World Editor’s Choice Awards        | Игра года                                  | «Кровная вражда: Ведьмак. Истории»                   | Номинация |
| 2018 | PC World Editor’s Choice Awards        | Лучшая однопользовательская игра           | «Кровная вражда: Ведьмак. Истории»                   | Победа    |
| 2019 | New York Game Awards                   | Премия Германа Мелвилла за лучший сценарий | «Кровная вражда: Ведьмак. Истории»                   | Номинация |
| 2019 | Game Informer's Best of 2018           | Главный сюрприз                            | «Кровная вражда: Ведьмак. Истории»                   | Победа    |
| 2019 | RPG France Awards                      | Лучшая РПГ                                 | «Кровная вражда: Ведьмак. Истории»                   | Победа    |
| 2019 | German Video Games Awards              | Приз зрительских симпатий                  | «Кровная вражда: Ведьмак. Истории»                   | Победа    |
| 2019 | Digital Dragons Awards                 | Лучшая польская игра                       | «Кровная вражда: Ведьмак. Истории»                   | Номинация |
| 2019 | Digital Dragons Awards                 | Лучший игровой дизайн                      | «Кровная вражда: Ведьмак. Истории»                   | Номинация |
| 2019 | Digital Dragons Awards                 | Лучшая графика                             | «Кровная вражда: Ведьмак. Истории»                   | Номинация |
| 2019 | Digital Dragons Awards                 | Лучший саундтрек                           | Марцин Пшибылович, Миколай Строинский и Пётр Адамчик | Победа    |
| 2019 | Central & Eastern European Game Awards | Лучший сюжет                               | «Кровная вражда: Ведьмак. Истории»                   | Победа    |